# Paul Goetsch (Anglist)
Paul Goetsch (* 11. März 1934 in Marburg; † 7. April 2018) war ein deutscher Anglist und Amerikanist, der zu den führenden Vertretern der deutschen Anglistik in der Nachkriegsgeneration gerechnet wird.

## Leben
Paul Goetsch, Sohn eines Mitarbeiters am Kasseler Stadttheater, besuchte ab 1944 das Realgymnasium in Marburg. 1951/52 verbrachte er ein Schuljahr an der High School von Boulder (Colorado). Ab 1954 studierte er Anglistik, Germanistik und Politikwissenschaft an der Universität Marburg und von 1957 bis 1959 an der Universität Toronto. Seine Dissertation im Jahre 1960 über Hugh MacLennan war zugleich die erste deutsche Promotionsarbeit im Bereich der Kanadistik. 1961 wurde Goetsch Wissenschaftlicher Assistent bei Horst Oppel und habilitierte sich 1966.
1967 wurde er auf eine Professur am Englischen Seminar an die Universität zu Köln berufen. Von 1971 bis zu seiner Emeritierung lehrte er als Professor für Anglistik und Amerikanistik an der Universität Freiburg. Zusammen mit seinem Freund und Kollegen  Willi Erzgräber hatte Goetsch einen maßgeblichen Anteil am Ausbau des Englischen Seminars der Universität Freiburg im Breisgau, dessen Ruf er wesentlich mitprägte.

## Wirken
Goetsch arbeitete in unterschiedlichen Forschungsbereichen und veröffentlichte zahlreiche Werke und Schriften zum englischen Roman, etwa zur  Romankonzeption in England, 1880–1910 (1967); zu Dickens (1986) sowie zu Hardys Wessex-Romanen (1994). Ebenso forschte er im Bereich des anglo-amerikanischen Dramas und publizierte 1977 und 1992 in überarbeiteter Form sein Standardwerk Bauformen des modernen englischen und amerikanischen Dramas. Daneben erschienen diverse Veröffentlichungen von Goetsch zur Kurzgeschichte wie etwa Studien und Materialien zur Short Story (1971) und zu erzähltheoretischen Fragestellungen wie Lesen und Schreiben im 17. und 18. Jahrhundert (1994).
Auch nach seiner Emeritierung publizierte Goetsch noch mehrere Bücher wie Machtphantasien in englischsprachigen Faust-Dichtungen: Funktionsgeschichtliche Studien (2008); Motifs and Themes in modern British and American Poetry (2013) oder Monsters in English Literature (2002).
Zusammen mit den zahlreichen von ihm herausgegebenen Bänden veröffentlichte Paul Goetsch 28 Bücher und etwa 200 wissenschaftliche Artikel. Zudem war er zentral als Sprecher und Vizesprecher an zwei großen geisteswissenschaftlichen Sonderforschungsbereichen der Universität Freiburg beteiligt, dem Sonderforschungsbereich „Mündlichkeit und Schriftlichkeit“ und  „Identitäten und Alteritäten“. Besonders aus seiner Forschung zur politischen Rhetorik in den Vereinigten Staaten im Rahmen des ersterwähnten Sonderforschungsbereiches entstanden diverse Aufsätze und Sammelbände, die auch in der gegenwärtigen fachwissenschaftlichen Diskussion nach wie vor als relevant gelten.
Goetsch betreute Generationen von Lehramts- und Magisterstudierenden am Englischen Seminar der Freiburger Universität und engagierte sich ebenfalls in der wissenschaftlichen Nachwuchsförderung. Die von Goetsch habilitierten oder promovierten Wissenschaftler, die teilweise weltweit tätig geworden sind, begründeten eine eigene Schule und trugen dazu bei, dass Goetsch zu einem der wenigen deutschen Anglisten seiner Generation wurde, die auch international im englischsprachigen Raum hohes Ansehen und große Anerkennung genießen.